# Канал Фредерікгольмз
55°40′25″ пн. ш. 12°34′40″ сх. д. / 55.673611111111° пн. ш. 12.577777777778° сх. д.
Канал Фредерікгольмз (дан. Frederiksholms Kanal) — канал у центрі Копенгагена, Данія, що проходить уздовж південно-західної сторони острова Слотсгольмен разом із каналом Слотсгольмен, відокремлює острів від Зеландії. 
Кілька історичних будівель виходять на канал: княжий палац, де зараз розміщено Національний музей, Крістіансборг, Данська королівська академія витончених мистецтв тощо.
Канал Фредеріксгольмз було вирито в 1681 році